# Тис
Тис (Taxus) — рід хвойних рослин родини тисових (Taxaceae). Це вічнозелені дерева або чагарники з червонувато-сірою гладенькою або пластинчастою корою. Рід містить 12 видів, поширених в Європі, Північній Африці, Північній Америці та Східній Азії. В Україні росте лише один вид — тис ягідний.

## Етимологія
Українське «тис» походить від праслов. *tisъ. Етимологія праслов'янського слова неясна. Можливо, воно споріднене з лат. taxus. Слов'янська і латинська назви тиса могли бути запозиченими з якоїсь неіндоєвропейської мови: припускали зв'язок з праалтайським *taqsa/tyqsa («кедр», «модрина», «ялівець»).

## Класифікація
- Тис ягідний (Taxus baccata)
- Taxus brevifolia
- Taxus calcicola
- Taxus canadensis
- Taxus chinensis
- Taxus contorta
- Taxus cuspidata
- Taxus floridana
- Taxus florinii
- Taxus globosa
- Taxus mairei
- †Taxus masonii — еоцен[2]
- Taxus wallichiana